# Cmentarz w Biedrusku
Cmentarz w Biedrusku – nieużywany cmentarz znajdujący się w Biedrusku pod Poznaniem (na południowo-wschodnim skraju wsi).

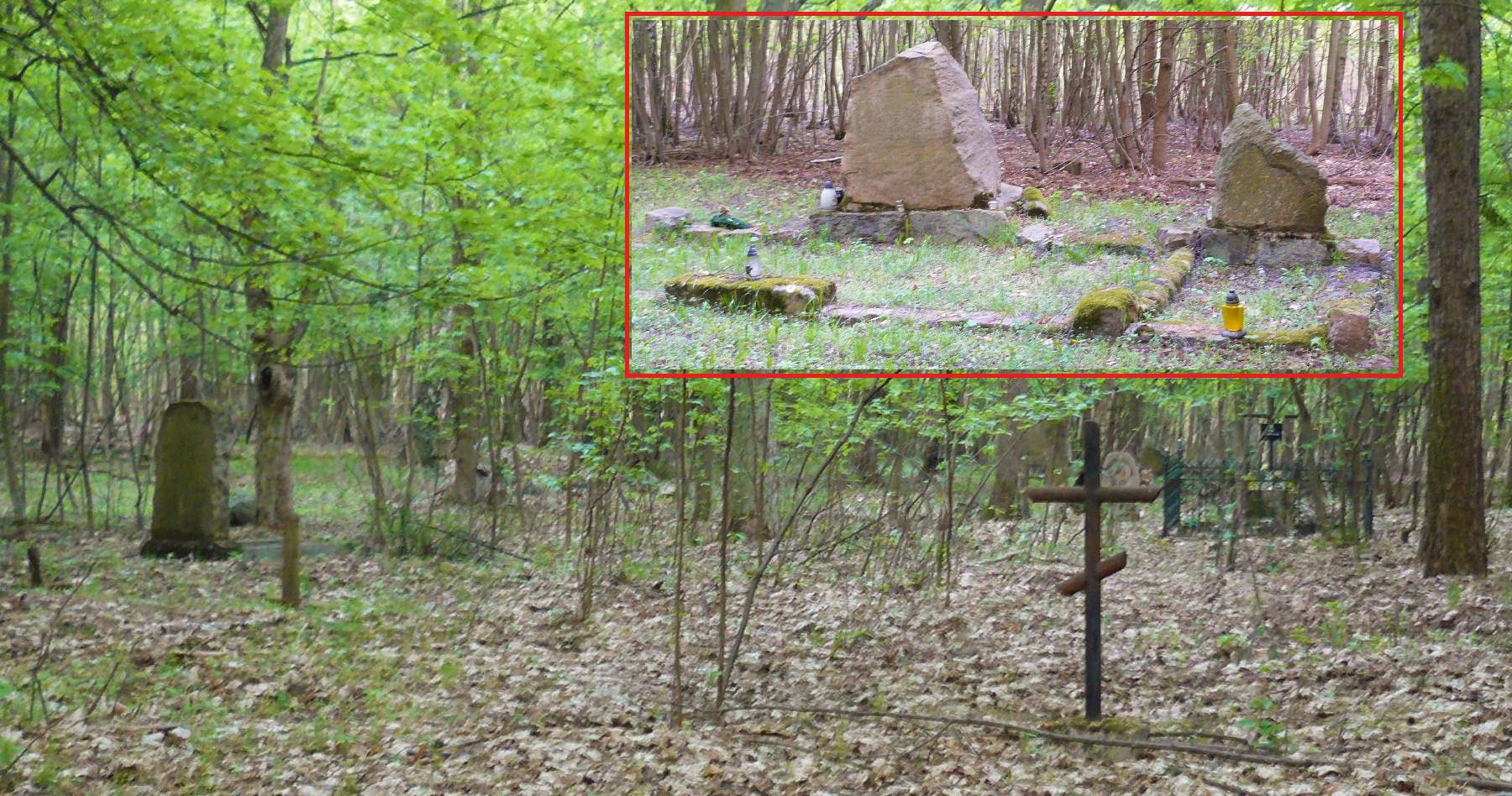
Grób prawosławny i mogiła żołnierzy, którzy zginęli podczas manewrów w 1924 (u góry)

Na cmentarzu pochowano przede wszystkim żołnierzy biorących udział w I wojnie światowej oraz z okresu międzywojennego - Biedrusko od czasów pruskich było osadą garnizonową, zamieszkaną praktycznie wyłącznie przez wojsko. Używany był do końca II wojny światowej, a potem popadł w zapomnienie i nie był konserwowany.
W marcu 2010 na nekropolii istniały 24 rozpoznawalne mogiły, w większości w złym lub bardzo złym stanie. Do zniszczeń przyczyniły się zarówno warunki naturalne, zaniedbania, jak i kradzieże dokonywane przez złodziei cmentarnych. Z jednego z grobów czołgisty skradziono na przykład unikatowy fragment gąsienicy od czołgu Renault FT-17. Niektóre z inskrypcji są czytelne, np. gefr. Richard Heider, poległy w I wojnie. Na cmentarzu istnieje także kwatera grobów bezimiennych - tutaj znajduje się jeden grób z krzyżem prawosławnym.
Jeden z grobów kryje ciała trzech żołnierzy, którzy zginęli podczas manewrów w dniu 14 sierpnia 1924. Zginęło wtedy ośmiu ludzi, podczas ćwiczeń forsowania pobliskiej Warty (300 m). Manewry śledzili obserwatorzy zagraniczni i wydarzenie odbiło się wtedy echem w prasie.
Cmentarz badał prof. Wiesław Marian Olszewski z Instytutu Historii UAM w Poznaniu.